# Viridasiidae
Viridasiidae zijn een familie van spinnen. De familie telt twee beschreven geslachten en negen soorten.

## Geslachten
- Mahafalytenus Silva-Dávila, 2007
- Viridasius Simon, 1889 [3]
- Vulsor Simon, 1889[3]

## Taxonomie
Voor een overzicht van de geslachten en soorten behorende tot de familie zie de lijst van Viridasiidae.